# Spedizione Amundsen
La spedizione Amundsen è stata una missione esplorativa finanziata dalla Norvegia diretta verso le regioni antartiche. Svoltasi negli anni 1910-1912, la missione era comandata da Roald Amundsen.

## Antefatto
Roald Amundsen, dopo aver confermato l'esistenza del passaggio a nord-ovest, organizza una spedizione con lo scopo di arrivare per primo al Polo Nord. Quando però prima Frederick Cook e poi Robert Peary reclamano la vittoria nella competizione artica, Amundsen decide di rivolgere le sue attenzioni al Polo Sud, ancora inviolato.
A quanto riportato dallo stesso Amundsen nel libro The South Pole, l'esploratore dichiarava di raccogliere fondi per organizzare una spedizione in Artide mentre in realtà stava pianificando di raggiungere il Polo Sud. In preparazione del nuovo obiettivo Amundsen studia meticolosamente ogni documento che riesce a trovare riguardante precedenti missioni in Antartide al fine di integrare la propria esperienza, comunque già rilevante, di ambienti artici ed antartici.

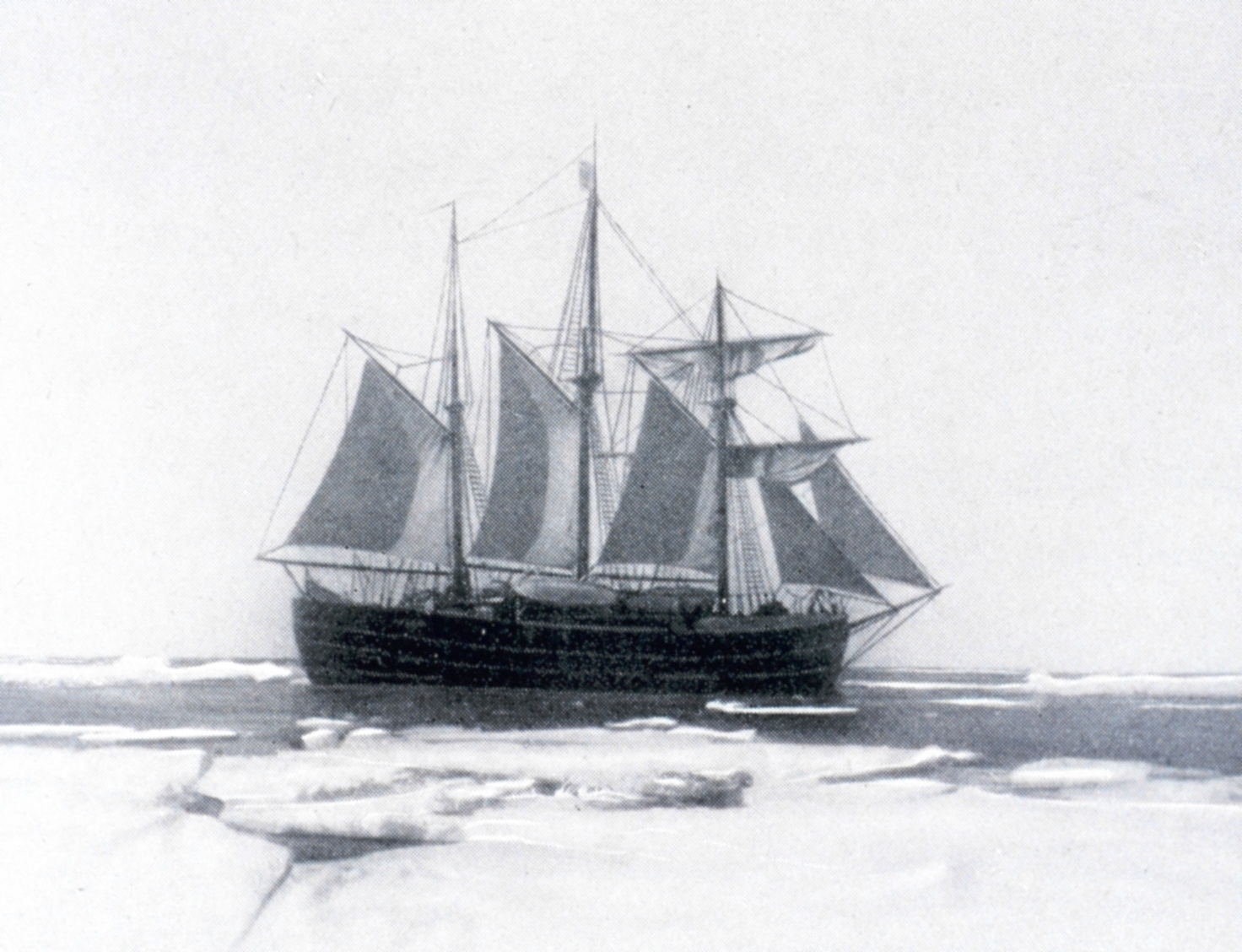
La nave Fram in Antartide.

Amundsen salpa così con la nave Fram (Avanti, in norvegese) precedentemente utilizzata da Fridtjof Nansen, ufficialmente diretto ad esplorare la zona intorno allo stretto di Bering: nessuno tranne il fratello Leon e Thorvald Nilsen, capitano della Fram, conoscevano la reale destinazione. Amundsen, che probabilmente non voleva allertare Robert Falcon Scott, suo maggiore competitore nella corsa al Polo, una volta arrivato a Madera informa l'equipaggio delle sue vere intenzioni. Tutti decidono di continuare ed Amundsen invia da Madera un telegramma a Scott:
Il 2 ottobre Leon Amundsen rende pubblico il vero obiettivo del fratello.

## Arrivo a baia delle Balene
Il 14 gennaio 1911 la nave Fram arriva nella parte orientale della barriera di Ross in una località chiamata baia delle Balene. Lì Amundsen decide di localizzare il campo base che chiama Framheim (casa di Fram, in norvegese).
Amundsen aveva già letto della baia delle Balene in un resoconto di Ernest Shackleton del 1907 che aveva scartato la località come potenziale luogo di costruzione di un campo base. L'esploratore britannico considerava infatti quella zona di barriera troppo instabile. Amundsen però nota che le condizioni fisiche della zona erano leggermente mutate da quando James Clark Ross l'aveva scoperta 70 anni prima nel 1841 e considerò il sito adatto per i suoi scopi ipotizzando, a ragione, che lo strato di ghiaccio poggiasse su alcune piccole isole ricevendo stabilità. Lo stesso Amundsen dichiarò che se Shackleton fosse arrivato nella zona alcuni anni dopo avrebbe scelto lo stesso luogo per accamparsi.
La baia delle Balene dava un immediato vantaggio alla spedizione Amundsen: si trova infatti circa 100 km più vicina al Polo rispetto a capo Evans (canale McMurdo), dove Scott aveva deciso di iniziare la sua corsa. Scott infatti programmava di seguire la rotta già percorsa da Ernest Shackleton nel 1908 attraverso il ghiacciaio Beardmore sino al plateau antartico mentre Amundsen aveva intenzione di trovare una nuova strada verso il Polo.

## Preparativi

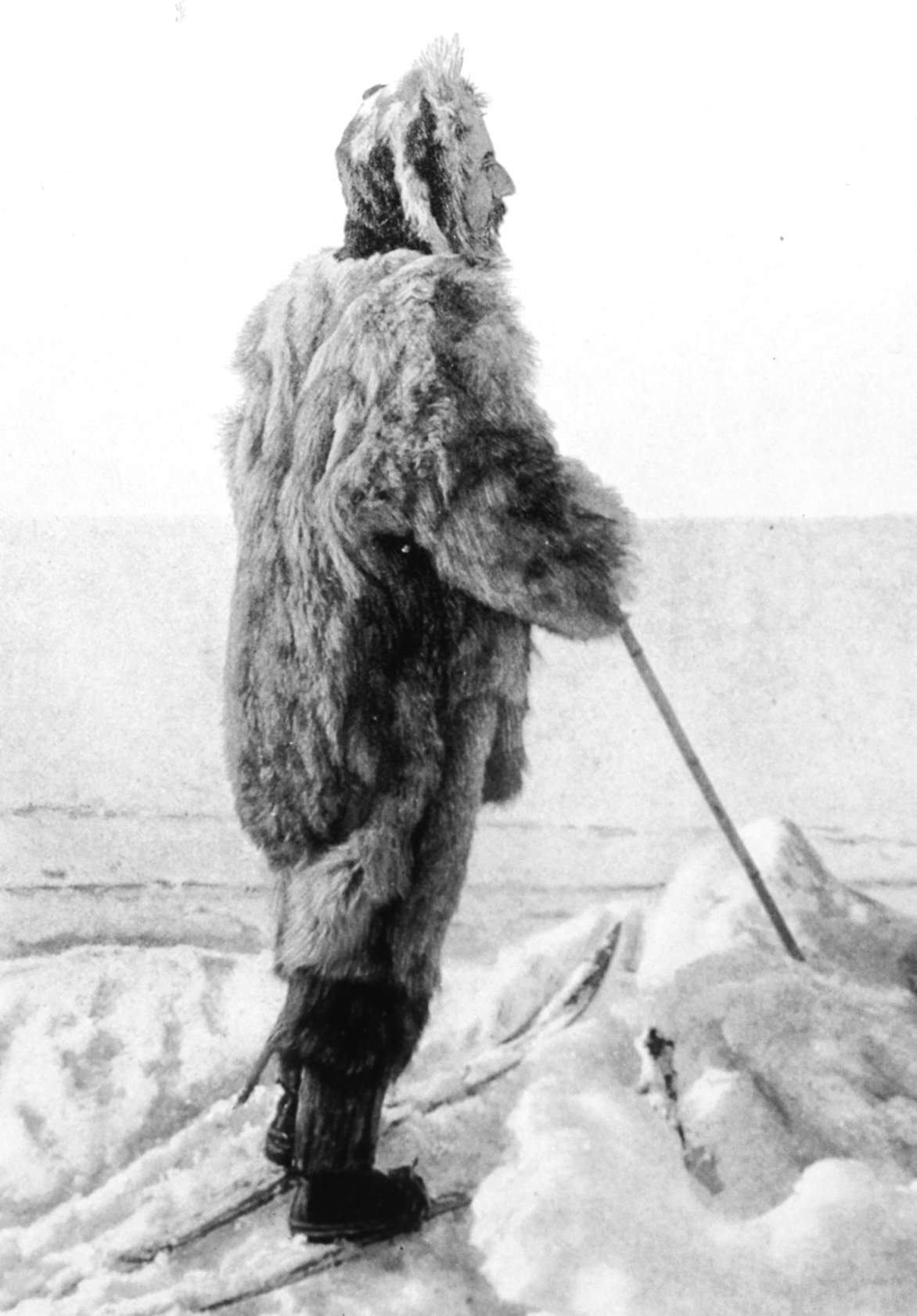
Amundsen in Antartide.

Il 10 febbraio 1911 Amundsen ed i suoi uomini iniziano a costruire depositi di provviste a 80°, 81° e 82° sud, lungo la strada per il Polo con lo scopo di depositarvi parte dei rifornimenti necessari per la spedizione vera e propria programmata per la successiva primavera. La costruzione di questi rifugi consente ad Amundsen di acquisire esperienza sulle condizioni della barriera di Ross e permette un test generale degli equipaggiamenti. In particolare gli sci ed i cani da slitta sembrano comportarsi molto bene nell'ambiente antartico, con gran sollievo di Amundsen che aveva puntato molto su questi due mezzi di trasporto.
Una volta completata la costruzione dei rifugi, l'attenzione si sposta a Framheim dove il gruppo si affretta a sbarcare i materiali rimanenti dalla Fram, cacciare foche e pinguini per procurarsi cibo ed assemblare un rifugio in legno costruito allo scopo in Norvegia. Alla fine delle operazioni la Fram prende il mare per far ritorno nell'anno successivo.
Gli uomini rimasti in Antartide durante l'inverno utilizzano il tempo in preparazione della spedizione della primavera successiva. In particolare tende e scarponi sono completamente ridisegnati e le slitte, dello stesso modello di quelle utilizzate da Scott e pesanti 75 kg sono ridotte da Olav Bjaaland a soli 22 kg, senza per questo perdere elasticità o resistenza. Il 4 febbraio 1911 alcuni membri della spedizione Terra Nova di Scott fanno visita a Framheim.

## Primo tentativo
Amundsen fa un primo tentativo di raggiungere il polo l'8 settembre 1911. Notando un aumento delle temperature il gruppo ipotizza l'arrivo della primavera australe. Oltre ad Amundsen partono Olav Bjaaland, Helmer Hanssen, Sverre Hassel, Oscar Wisting, Jørgen Stubberud, Hjalmar Johansen, Kristian Prestrud, ma, poco dopo, il clima si fa più rigido ed il termometro arriva a -51 °C. Il 12 settembre si decide di raggiungere il primo deposito a 80° sud, lasciare alcuni materiali e far ritorno a Framheim per attendere lì condizioni migliori. Raggiunto il deposito il 15 settembre la spedizione si affretta a far ritorno al campo base: Prestrud e Hanssen hanno principi di congelamento ai talloni e, come ammesso nello stesso resoconto di Amundsen, l'ultimo giorno di viaggio viene pianificato e Johansen deve trasportare Prestrud attraverso una tempesta di neve per ore. La grezza resistenza fisica, l'esperienza e la fortuna consentono a tutti di arrivare a Framheim.
Nel rifugio Johansen, che aveva una vasta esperienza artica e di cani da slitta acquisita con le spedizioni di Nansen, accusa apertamente Amundsen di non aver agito correttamente e di aver abbandonato Prestrud a sé stesso. Amundsen decide allora di riorganizzare il team diretto al Polo riducendone il numero. Prestrud con Johansen e Stubberud sono incaricati di esplorare la penisola di Edward VII. L'essere escluso dalla corsa al Polo unita all'umiliazione di vedere l'inesperto Prestrud al comando della spedizione secondaria fa scivolare Johansen in uno stato di depressione. Al ritorno in Norvegia eviterà di sbarcare con gli altri e si suiciderà nel 1913.

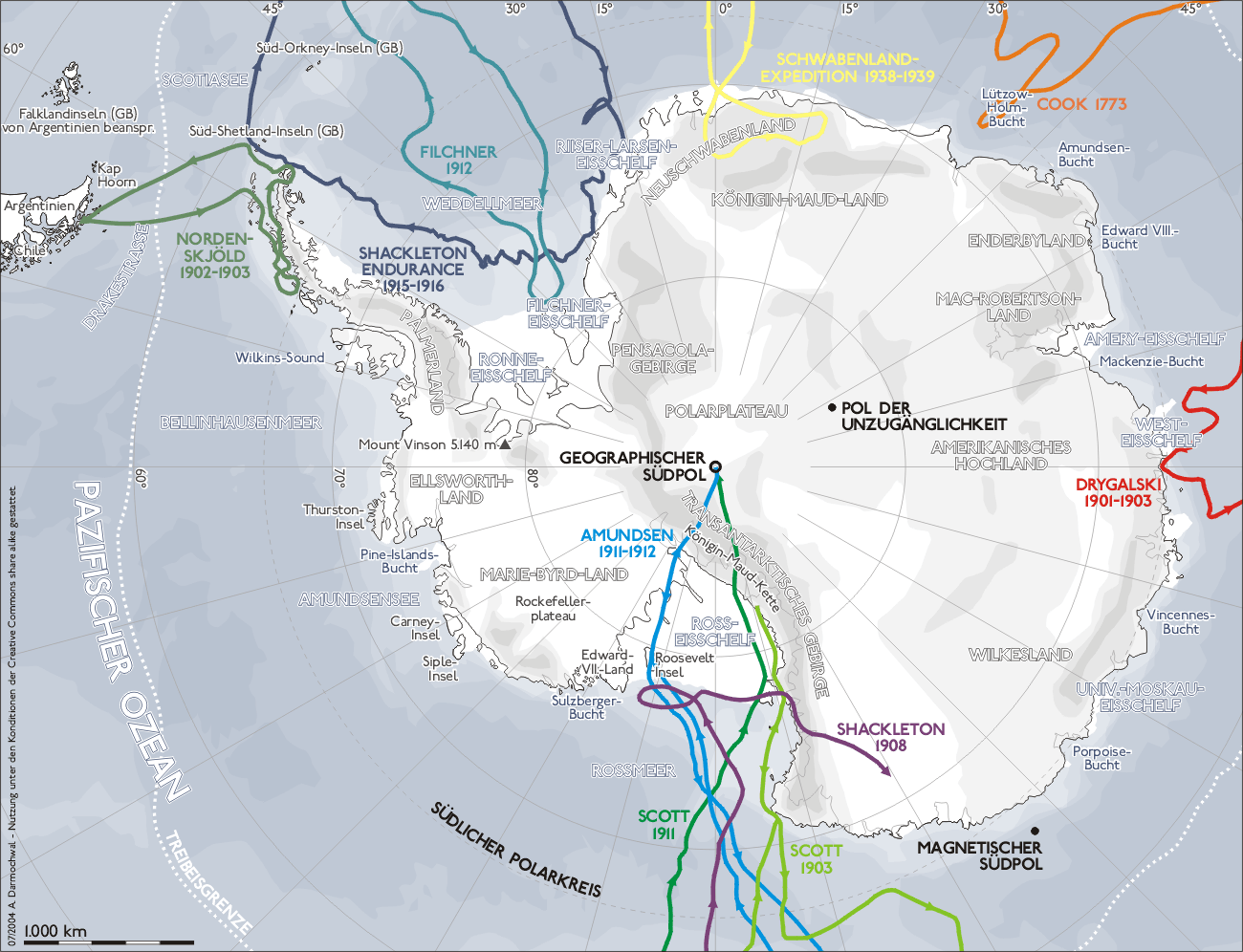
Il percorso della spedizione.

## Verso il Polo
Il nuovo gruppo diretto al Polo, composto dunque da Bjaaland, Hanssen, Hassel, Wisting e naturalmente Amundsen, parte il 19 ottobre 1911 con quattro slitte e 52 cani.
Secondo i piani la spedizione si dirige immediatamente in direzione sud attraverso la barriera di Ross. Il 23 ottobre viene raggiunto il deposito a 80° sud ed il 3 novembre quello a 82°. Il 15 novembre, arrivati al rifugio costruito a 85°, il gruppo si concede un giorno di riposo in vista dei monti Transantartici. L'ascesa inizia dunque il giorno 17 lungo il prima sconosciuto ghiacciaio Axel Heiberg ed è vista dagli esploratori come più semplice del previsto, sebbene non si tratti di una semplice scalata e vengano compiuti alcuni errori di tragitto.
Dopo 4 giorni il gruppo raggiunge il plateau antartico, è il 21 novembre. Lì viene eretto un campo chiamato macelleria dove vengono uccisi 24 cani per nutrire gli uomini e gli animali rimanenti. I resti sono conservati per essere utilizzati nel viaggio di ritorno.
Le tempeste di neve rimandano la partenza del viaggio attraverso il plateau antartico sino al 25 novembre, quando l'impazienza del team non consente un ulteriore rinvio. Le difficili condizioni meteo rendono però l'avanzata lenta e faticosa. A questo si unisce una morfologia del luogo con numerosi crepacci che ispira al gruppo il sinistro nome di Djevelens Ballsal (sala da ballo del Diavolo, in norvegese). La spedizione raggiunge 87º sud il 4 dicembre ed il 7 dicembre arriva a 88°23' sud, la stessa latitudine raggiunta da Shackleton nella spedizione del 1909, a soli 180 km dalla meta.

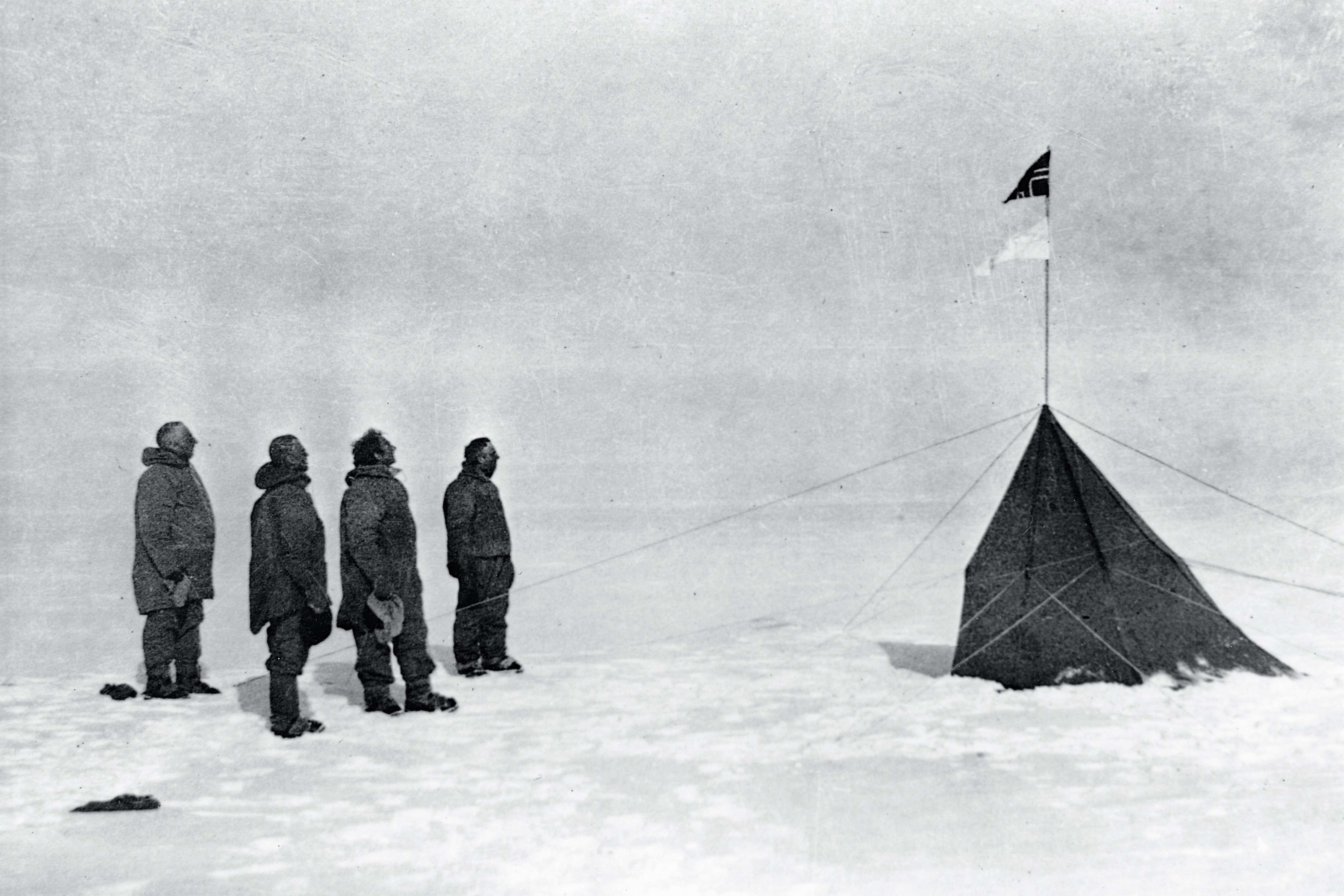
Da sinistra Amundsen, Hanssen, Hassel e Wisting al Polo Sud. La foto è stata scattata da Bjaaland.

## Obiettivo raggiunto
Il 14 dicembre 1911 il gruppo dei cinque norvegesi, con 16 cani, arriva al Polo Sud (90°00' sud); 35 giorni prima della spedizione di Scott. Amundsen chiama il campo che erigono Polheim (casa del Polo, in norvegese) e ribattezza il plateau antartico come plateau re Haakon VII. Al momento di tornare a Framheim viene lasciata una piccola tenda ed una lettera che rivendica l'impresa, per testimoniare l'avvenimento anche in caso di morte nel viaggio di ritorno.
Il gruppo arriva a Framheim il 25 gennaio 1912, con 11 cani. Henrik Lindstrom, il cuoco, accoglie Amundsen domandandogli:
Il viaggio è durato 99 giorni, contro i 100 previsti e la distanza complessivamente percorsa ha superato i 3 000 chilometri.
Il successo di Amundsen è reso pubblico soltanto il 7 marzo 1912 quando la Fram raggiunge il porto di Hobart, in Tasmania ed Amundsen ha accesso ad una linea telegrafica.
Amundsen racconterà l'impresa nel libro The South Pole: An Account of the Norwegian Antarctic Expedition in the "Fram", 1910–1912. Nel 1912 il club degli esploratori di New York accoglie Amundsen come membro onorario.

## Considerazioni
La vasta esperienza di regioni estreme di Amundsen, la meticolosa preparazione e l'uso di cani da slitta di alta qualità hanno consentito al norvegese di vincere la corsa al Polo. Anche se Amundsen ha sempre cercato di mettere in risalto le indubbie difficoltà incontrate, c'è da dire che la sua spedizione è stata meno turbolenta di quella di Scott. C'è da notare che dei 52 cani partiti ne tornarono solo 16. Un numero così alto di cani alla partenza dava alla spedizione una notevole velocità ma richiedeva anche il trasporto del peso supplementare degli alimenti per i cani stessi. Il ritorno di soli 16 cani ha fatto presupporre che Amundsen per vincere la corsa al Polo contro Scott aveva preventivato fin dalla partenza di viaggiare veloce e leggero senza trasportare il cibo per l'intera muta. L'uccisione dei cani in quella che fu definita macelleria sul ghiaccio non fu dovuta alla necessità ma era prevista fin dall'inizio, Amundsen aveva freddamente calcolato che le scorte alimentari per i cani erano i cani stessi che venivano sacrificati lungo il viaggio per nutrire quelli superstiti.

## Voci correlate

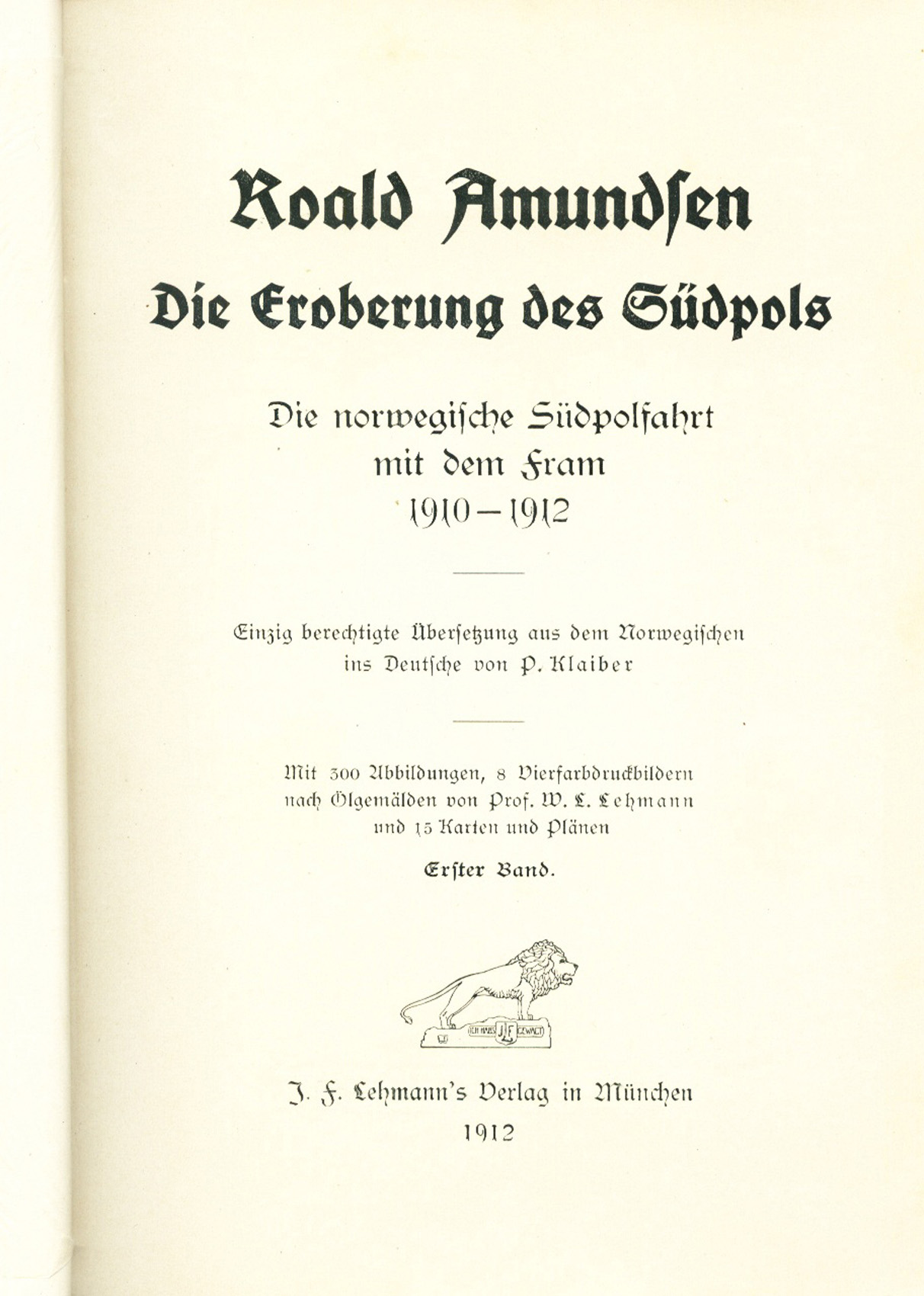
La versione tedesca del libro di Amundsen sulla spedizione.